# Max Pax ai confini del tempo
Max Pax ai confini del tempo (Ogú y Mampato en Rapa Nui) è un film d'animazione cileno del 2002, prodotto dalla Cine Animadores ed esecutivo prodotto dalla Elastic Studio. Il film è basato sul fumetto Mampato di Themo Lobos. È considerato la prima pellicola moderna d'animazione del paese.

## Trama
Eccitato dai racconti di suo padre sull'Isola di Pasqua, Max Pax decide di visitare l'isola e svelarne i misteri. Con l'aiuto della sua cintura spazio-temporale, torna indietro nella preistoria alla ricerca del suo simpatico compagno cavernicolo, Ogú.
Insieme viaggiano nel tempo e nello spazio e alla fine arrivano alla mitica isola di Rapa Nui. Lì incontrano una giovane ragazza del posto di nome Marama che gli farà da guida e gli accompagnerà nella loro avventura.
Involontariamente, il duo rimane invischiato nei conflitti e nelle rivalità tra gli abitanti dell'isola. Gli Ariki, conosciuti come le Orecchie Lunghe, dominano e sfruttano le Orecchie Corte, a cui appartiene Marama. Mentre godono dell'ospitalità delle Orecchie Corte, sono perseguitati incessantemente dalle Orecchie Lunghe e dai loro scagnozzi.
Nella loro ricerca per scoprire i misteri di Rapa Nui, Max e Ogú si uniscono a una ribellione contro le Orecchie Lunghe e i loro protettori. Grazie all'astuzia del ragazzo del futuro, alla fine trionfano e gli isolani dell'Isola di Pasqua riconquistano i loro diritti.
Dopo giorni di avventure, i nostri eroi tornano a casa: Ogú nella preistoria e Max nel presente, dove sono trascorsi solo pochi minuti da quando si è chiuso nella sua stanza.

## Distribuzione
Portato in Italia da Nicola Bartolini Carrassi, e ribattezzato Max Pax, il film ha la colonna sonora composta dal maestro Franco Fasano con i testi delle canzoni scritti dallo stesso Carrassi. Dopo la proiezione nei cinema con distribuzione Mediafilm, la pellicola è uscita in home video con Medusa Film, per poi essere trasmesso in prima visione da Italia 1 in prima serata, e poi su Boing.